# 大阪府菓子工業組合
大阪府菓子工業組合（おおさかふかしこうぎょうくみあい）とは、大阪府の製菓業者による業界団体。

## 概要
1958年（昭和33年）4月1日に「中小企業団体の組織に関する法律」が施行され、大阪の菓子業界でも北本兵次を発起人として1962年（昭和37年）から工業組合設立の議論が行われていたが合意に至ることはなかった。当事大阪府焼菓子工業協同組合で理事長を務めていた加藤金之助は、組合員の地位確保や発展のため1965年（昭和40年）10月8日に焼菓子業界単一で「大阪府焼菓子工業組合」を設立。その後各業種の組合長との意見交換が行われ「大阪府焼菓子工業組合」は解消、1967年（昭和42年）2月27日に「大阪府菓子工業組合」結成に至った。初代理事長には加藤金之助が就任した。

## 会員
- 大阪府生菓子協同組合
- 大阪府洋菓子工業協同組合
- 大阪半生菓子協同組合
- 大阪府米菓協同組合
- 大阪せんべい協同組合
- 大阪府焼菓子工業組合
- 大阪府飴菓子掛物組合
- 大阪府粟越工業協同組合
- 大阪府油菓組合
- 大阪府玩菓工業協同組合
- 大阪府落花生豆菓子組合
- 大阪府甘納豆協同組合
- 浪花米菓組合